# Cerkiew Trójcy Świętej w Moskwie (Końkowo)
Cerkiew Trójcy Świętej – prawosławna cerkiew w Moskwie, w okręgu południowo-zachodnim, w rejonie Końkowo, w dekanacie św. Andrzeja eparchii moskiewskiej miejskiej Rosyjskiego Kościoła Prawosławnego.

## Historia
Cerkiew została zbudowana w 1690 przez okolniczego Siemiona Tołoczanowa. Pierwotnie nosiła wezwanie św. Sergiusza z Radoneża. Do 1771 była to świątynia domowa, z której korzystali właściciele miejscowego majątku, w 1772 otwarto przy niej parafię obejmującą wsie Dieriewlewo i Bielajewo-Dolnieje, a od 1803 także Końkowo.
W 1812 francuscy żołnierze całkowicie zniszczyli cerkiew Trójcy Świętej w Końkowie. Konsystorz eparchii moskiewskiej postanowił zrezygnować z jej odbudowy, a z pozyskanego po rozbiórce ruin materiału wznieść przy cerkwi św. Sergiusza dzwonnicę, stróżówkę i ogrodzenie z bramą. W 1818 z prywatnej fundacji Aleksieja Ładyżenskiego do obiektu dostawiono boczny ołtarz Złożenia Szat Matki Bożej w Blachernie. Trzydzieści lat później inny prywatny fundator, kupiec Iwan Bakłanow, wzniósł drugi boczny ołtarz św. Filipa Metropolity Moskiewskiego.
Po rewolucji październikowej podczas konfiskaty majątku Rosyjskiego Kościoła Prawosławnego w 1922 z obiektu zarekwirowano 28 różnych elementów cerkiewnego wyposażenia. Cerkiew pozostała czynna do 1939. Została zaadaptowana na magazyn sowchozu. Rozebrano wówczas dwie górne kondygnacje dzwonnicy obiektu, kopułę z krzyżem oraz ogrodzenie.
W 1960 obiekt został uznany za zabytek. W latach 1967–1972 użytkowało go centrum telewizyjno-techniczne, w latach 1972–1973 był remontowany. W 1982 centrum telewizyjno-techniczne zrezygnowało z korzystania z obiektu. Cerkiew przez kolejne dziewięć lat, formalnie pozostając pod opieką władz rejonowych, faktycznie była nieużytkowana. W 1989 planowano urządzić w niej laboratorium Instytutu Fizyki Ziemi, do czego jednak ostatecznie nie doszło. W 1991 obiekt odzyskał Rosyjski Kościół Prawosławny.
Po przywróceniu do użytku liturgicznego świątyni nadano nowe wezwanie Trójcy Świętej.

## Architektura
Obiekt wzniesiony jest w stylu baroku naryszkinowskiego. Jego bryła jest skonstruowana według modelu „ośmiokąt na czworokącie” i bogato zdobiona. Budynek zwieńczony jest pojedynczą cebulastą kopułką. Zamknięte prostokątnie pomieszczenie ołtarzowe znajduje się od strony północno-wschodniej. Wejście do obiektu prowadzi od strony zachodniej; pierwotnie przedsionek zbudowany był na tym samym planie, co prezbiterium. Cerkiew nie posiadała dzwonnicy, dzwony były pierwotnie zawieszone wprost na zachodniej ścianie budynku; murowaną dzwonnicę wzniesiono dopiero po 1813. Przestrzenne rozmieszczenie cerkwi nie jest przypadkowe; prezbiterium skierowane jest nie tradycyjnie wprost na wschód, a na północny wschód, w stronę ławry Troicko-Siergijewskiej, przypominając o patronie świątyni.